# Kościół św. Jana Apostoła w Palúdzce
Kościół św. Jana Apostoła w Palúdzce (słow. kostol sv. Jána Apoštola v Palúdzke) – kościół parafialny obrządku rzymskokatolickiego, znajdujący się w dawnej wsi Palúdzka – obecnie części Liptowskiego Mikułasza w środkowo-północnej Słowacji.
Pierwszy kościół pod wezwaniem św. Jana Apostoła ufundował ok. 1300 r. niejaki Ondrej, właściciel wsi. Około 1500 r. patronką kościoła została św. Zofia. W 2. połowie XVII w. kościół przejęli protestanci, którzy władali nim do 1677 r. Po tej dacie świątynia powróciła do rąk katolików, jednak siedzibą parafii aż do 1960 r. stał się kościół w sąsiednich Bodicach. Sam kościół w Palúdzce zanikł na początku XIX w. – zapewne rozebrany z uwagi na niestabilność gruntu, na którym został zbudowany. Późnogotycki, skrzydłowy ołtarz Trzech Króli z lat 1510–1520, pochodzący ze starego kościoła, znajduje się aktualnie w zbiorach Słowackiej Galerii Narodowej w Bratysławie.
Obecny kościół ufundował pochodzący z Palúdzki Imrich Palugyay, biskup Nitry w latach 1838–1858.
Barokowo-klasycystyczny. Murowany, jednonawowy, z segmentowo zamkniętym prezbiterium. Od frontu na osi czworoboczna wieża wtopiona w korpus, zwieńczona hełmem z latarnią. Wieża posiada narożne pilastry zwieńczone figuralnymi głowicami oraz neogotyckie okna. Fasady rozczłonowane pilastrami, trójosiowa fasada frontowa przecięta dodatkowo wydatnym gzymsem.
Wnętrze zdobione polichromią autorstwa M. Štalmacha z roku 1943. Ołtarz główny klasycystyczny z 1856 r. z obrazem św. Mateusza Apostoła w centrum oraz figurami św. Piotra i Pawła po bokach. Ambona z tego samego okresu, z płaskorzeźbą Chrystusa – Siewcy na parapecie, zwieńczona jest rzeźbą przedstawiającą św. Jana Chrzciciela.
Rzymskokatolicka parafia w Palúdzce należy obecnie do dekanatu Liptowski Mikułasz w diecezji spiskiej. Jest najmniejszą parafią w Liptowskim Mikułaszu. Należą do niej wierni z Palúdzki, Demänovéj, Bodic, Andic i Benic, a także z sąsiednich wsi Pavčina Lehota i Demänovská dolina.